# Macroglossum napolovi
Macroglossum napolovi là một loài bướm đêm thuộc họ Sphingidae. Loài này có ở phía bắc Việt Nam.